# شير خان حاكم البنغال
شير خان ((بالبنغالية: শের খান)‏، (بالفارسية: شير خان) كان حاكم ولاية البنغال الشمالية من 1268 إلى 1272 م.

## التاريخ
تم تعيينه من قبل السلطان غياث الدين بلبن بعد وفاة تتار خان . حكم شير خان بهدوء لمدة أربع سنوات حيث حصل على القليل من الأموال والقوة من دلهي. وهكذا، ظلت معظم المقاطعة في الجنوب في أيدي سلالة غانغا الشرقية الهندوسية.
| سبقه تتار خان | حاكم المماليك للبنغال 1268–1272 | تبعه أمين خان |